# Centallo
Centallo (en français Sental) est une commune italienne de la province de Coni dans la région Piémont en Italie.

## Géographie
La commune est desservie des trains à la gare de Centallo sur la ligne de Fossano à Coni.

## Histoire
- La commune a fait partie de l'arrondissement de Coni durant l'Empire napoléonien.

## Administration
| Période                                  | Période | Identité | Étiquette | Qualité |
| ---------------------------------------- | ------- | -------- | --------- | ------- |
|                                          |         |          |           |         |
| Les données manquantes sont à compléter. |         |          |           |         |

### Hameaux
San Biagio, Roata Chiusani

### Communes limitrophes
Castelletto Stura, Coni, Fossano, Montanera, Tarantasca, Villafalletto